# KWrite
KWrite ist ein Texteditor, der von KDE entwickelt wird und als Teil der Software Compilation veröffentlicht wird. Seit der K Desktop Environment 2 basiert er auf dem Text-Editor KatePart. Er ist als Programmiereditor gedacht und kann zusammen zur farbigen Darstellung von Quelltexten verschiedener Programmiersprachen wie Perl, C++, Java und HTML benutzt werden (Syntaxhervorhebung).
Für das gleichzeitige Bearbeiten mehrerer Dateien, Projektverwaltung und für weitergehende Funktionen steht Kate zur Verfügung.